# Jonasz (Czerepanow)
Jonasz, imię świeckie Maksym Aleksandrowicz Czerepanow (ur. 29 grudnia 1971 w Kijowie) – biskup Ukraińskiego Kościoła Prawosławnego Patriarchatu Moskiewskiego.

## Życiorys
Urodził się w rodzinie wojskowego. Po ukończeniu w 1989 szkoły średniej podjął studia medyczne. Od 1992 był posłusznikiem w ławrze Peczerskiej. W 1993 przeniósł się do monasteru Trójcy Świętej i św. Jonasza w Kijowie, ówcześnie skitu ławry. 30 marca 1995 złożył przed przełożonym ławry, archimandrytą Agapitem śluby mnisze w riasofor, przyjmując imię Jonasz. 24 sierpnia tego samego roku złożył przed tym samym duchownym śluby wieczyste. 27 sierpnia 1995 arcybiskup winnicki i mohylewsko-podolski Makary wyświęcił go na hieromnicha. W 1997 otrzymał godność igumena. Dwa lata później został przełożonym monasteru Trójcy Świętej i św. Jonasza w Kijowie i otrzymał godność archimandryty.
Ukończył studia teologiczne w seminarium duchownym w Kijowie oraz Kijowskiej Akademii Duchownej w 2002, w trybie zaocznym.
Od grudnia 2010 kieruje wydziałem ds. młodzieży przy Synodzie Ukraińskiego Kościoła Prawosławnego Patriarchatu Moskiewskiego.
26 sierpnia 2011 został nominowany na biskupa obuchowskiego, wikariusza eparchii kijowskiej, z zachowaniem dotychczasowych obowiązków. Jego chirotonia biskupia odbyła się 10 września 2011 w cerkwi refektarzowej ławry Peczerskiej z udziałem konsekratorów: metropolity kijowskiego i całej Ukrainy Włodzimierza, arcybiskupów białocerkiewskiego i bogusławskiego Mitrofana, perejasławsko-chmielnickiego i wiszniewskiego Aleksandra, biskupów sewerodonieckiego i starobielskiego Agapita, nieżyńskiego i pryłuckiego Ireneusza, makarowskiego Hilarego, jagodzińskiego Serafina, aleksandryjskiego i swietłowodskiego Antoniego, wasylkowskiego Pantelejmona oraz drohobyckiego Filareta.
W 2017 otrzymał godność arcybiskupa.